# WEED CROWN/サイクリングビート330
「WEED CROWN/サイクリングビート330」（ウィード・クラウン/ - ）は、日本の音楽ユニット、センチメンタル・バスのメジャー5枚目のシングル。

## 解説
- 初の両A面シングル。
- TBS系「SUPER SOCCER」テーマソング

## 収録曲
1. WEED CROWN (2:06)
作詞:赤羽奈津代、作曲:鈴木秋則、編曲:センチメンタル・バス,ホッピー神山
2. サイクリングビート330 (3:16)
作詞:赤羽奈津代、作曲:鈴木秋則、編曲:センチメンタル・バス,ホッピー神山

## 収録アルバム
- さよならガール (#1,2)